# Eurion

EURion-symbolen.

EURion är en symbol bestående av fem cirklar, som förekommer på många länders sedlar sedan 1996. Symbolen är gjord för att kännas igen av datorprogram, och på så sätt försvåra kopiering. Mönstret finns på alla nuvarande svenska sedlar som har introducerades sedan hösten 2015. På sedlarna som blev ogiltiga 2016 och 2017 fanns mönstret på 50-, 100- och 500-kronorssedlarna, men inte på 20- och 1000-konorssedlarna. De äldre varianterna av de numera ogiltiga sedlarna saknade helt mönstret. 